# Nicole Morier
Nicole Morier —nacida en Albuquerque, Nuevo México, Estados Unidos— es una cantautora estadounidense de pop y electropop, de Los Ángeles. Comenzó su carrera en el año 2002 como miembro del dúo de electro-rock Electrocute antes de convertirse en letrista de artistas como Britney Spears, Tom Jones, Wynter Gordon y Sky Ferreira. Sus composiciones más conocidas incluyen a «Heaven on Earth» y «How I Roll» de Britney Spears. También fue guitarrista principal y corista de un tour con Charlotte Gainsbourg, entre los años 2009 y 2010.

## Discografía

### 2007
- Britney Spears — Blackout — «Heaven on Earth»

### 2008
- Britney Spears — Circus — «Mmm Papi»
- Britney Spears — Circus — «Rock Me in»

### 2011
- Britney Spears — Femme Fatale — «How I Roll»
- Britney Spears — Femme Fatale — «Trip to Your Heart»
- Selena Gomez & the Scene — When the Sun Goes Down — «Whiplash»

### 2012
- Jamie Lynn Spears — Love —  I Like So Much